# Risonanza acustica

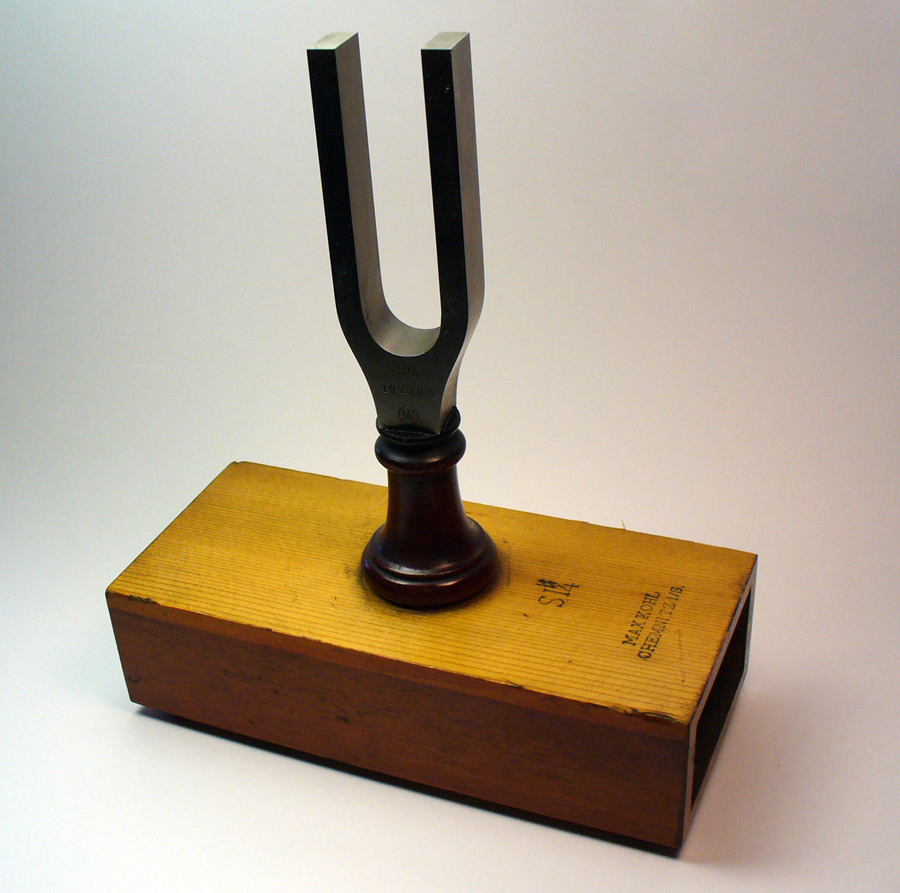
Un diapason sulla sua scatola di risonanza

La risonanza acustica è il fenomeno di amplificazione delle onde sonore che caratterizza i risuonatori: tale amplificazione è indotta da un impulso esterno trasmesso al risuonatore attraverso vincoli meccanici oppure attraverso l'aria, ed è tanto maggiore quanto la frequenza dello stimolo è vicina alla frequenza di risonanza naturale del risuonatore.

## Caratteristiche

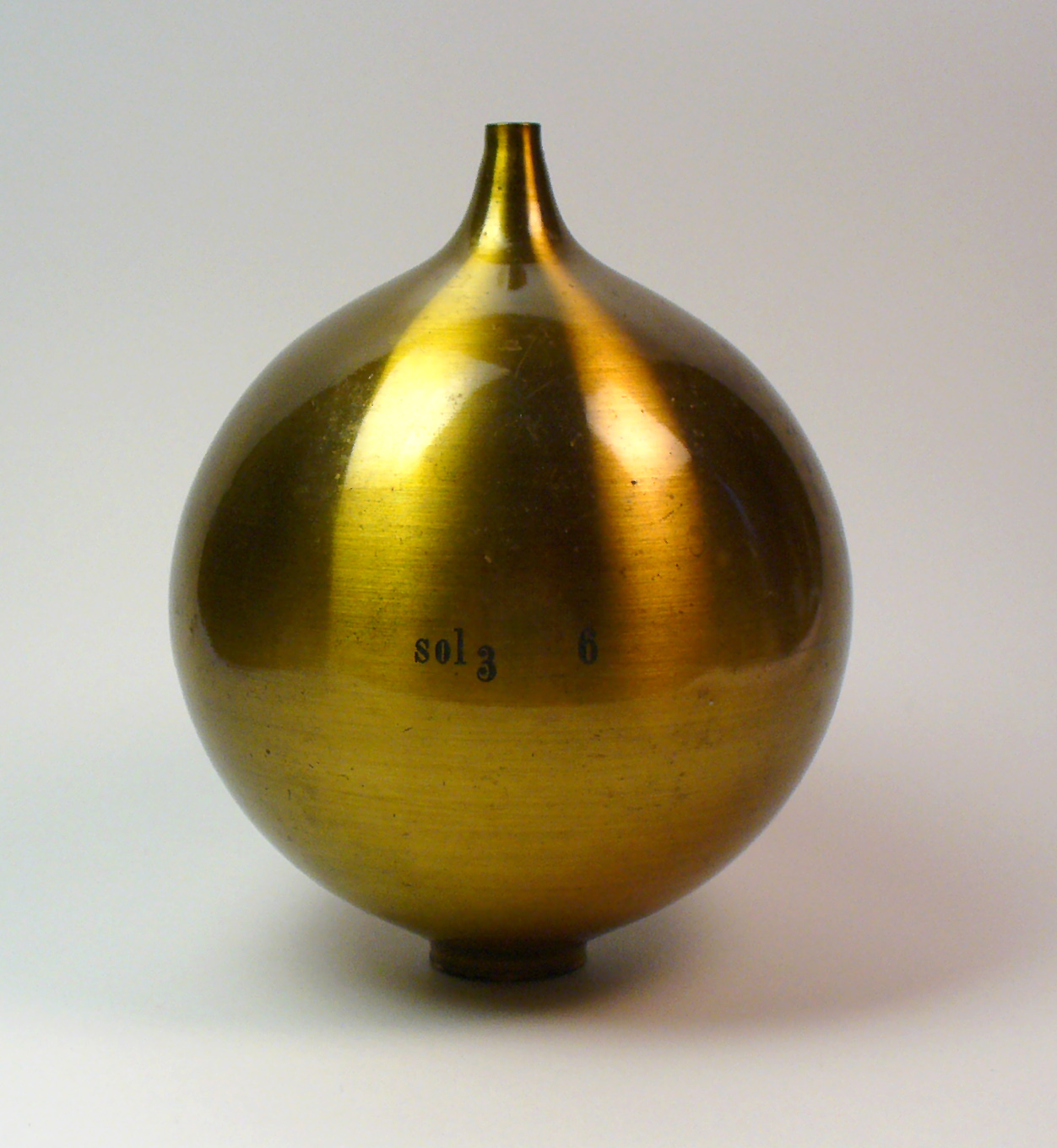
Un risuonatore di Helmholtz è un "risuonatore accordato"

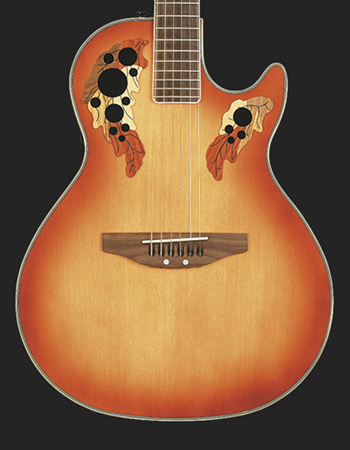
La cassa di risonanza di una chitarra acustica è un "risuonatore libero"

La risonanza acustica è, di fatto, un caso particolare di risonanza meccanica, ed è un principio su cui si basa il funzionamento di quasi tutti gli strumenti musicali.
Ogni sistema fisico che sia caratterizzato da frequenze proprie di oscillazione (si comporta cioè come un oscillatore armonico o come una sovrapposizione di più oscillatori armonici) può risuonare con una sorgente esterna.
Dal punto di vista fisico l'onda sonora viene assorbita dal risuonatore: ad alcune frequenze caratteristiche (che dipendono dal tipo e dalla conformazione del risuonatore, cioè essenzialmente dalla sua massa, rigidità ed elasticità) l'energia non viene però più o meno gradualmente esaurita come per altre frequenze, ma accresce ad ogni impulso causando l'aumento di intensità sonora.
La risonanza è di fondamentale importanza negli strumenti musicali in quanto nella loro quasi totalità si compongono di tre principali elementi:
1. una sorgente sonora, caratterizzata da un elemento vibrante (la fonte delle oscillazioni, ad esempio le corde di un violino o le labbra di un trombettista)
2. un risuonatore acustico vero e proprio che ha la funzione di amplificare e caratterizzare il suono emesso dell'elemento vibrante (ad esempio la cassa di risonanza del violino o della chitarra acustica, oppure il canneggio di una tromba), il quale vibra con le stesse caratteristiche della sorgente sonora
3. eventuali adattatori di impedenza acustica, ovvero elementi che favoriscono la trasmissione dell'energia vibrante tra la sorgente sonora ed il risuonatore, le diverse parti dello strumento, e tra lo strumento e l'ambiente circostante (ad esempio il ponticello e l'anima del violino o la campana di una tromba).

Un risuonatore acustico funge da amplificatore in quanto si creerà al suo interno una serie di vibrazioni caratterizzate da frequenze tipiche delle caratteristiche geometriche e meccaniche del risuonatore. 
Il fenomeno della risonanza coinvolge sia l'elemento vibrante che il risuonatore, in maniera più o meno complessa a seconda della conformazione dello strumento. Ad esempio nel caso dei cordofoni si formano onde stazionarie nell'elemento vibrante stesso (le corde) e la risonanza avviene liberamente nella cassa di risonanza; invece nel caso degli ottoni le onde sonore vengono confinate nel canneggio, che non è una sorgente sonora ma un risuonatore accordato, ed in quanto tale elemento vibrante con caratteristiche proprie.
I risuonatori si possono infatti dividere in risuonatori liberi, che rispondono ad un'ampia gamma di frequenze della sorgente sonora (come le casse di risonanza dei cordofoni) ed in risuonatori accordati, i quali entrano in risonanza a determinate frequenze: la più intensa è la frequenza fondamentale, mentre le altre frequenze sono armoniche superiori ad intensità minore; tutte le frequenze differenti sono "filtrate" e non metteranno in vibrazione il corpo (ad esempio i canneggi di quasi tutti gli strumenti a fiato).

## Risonanza per simpatia

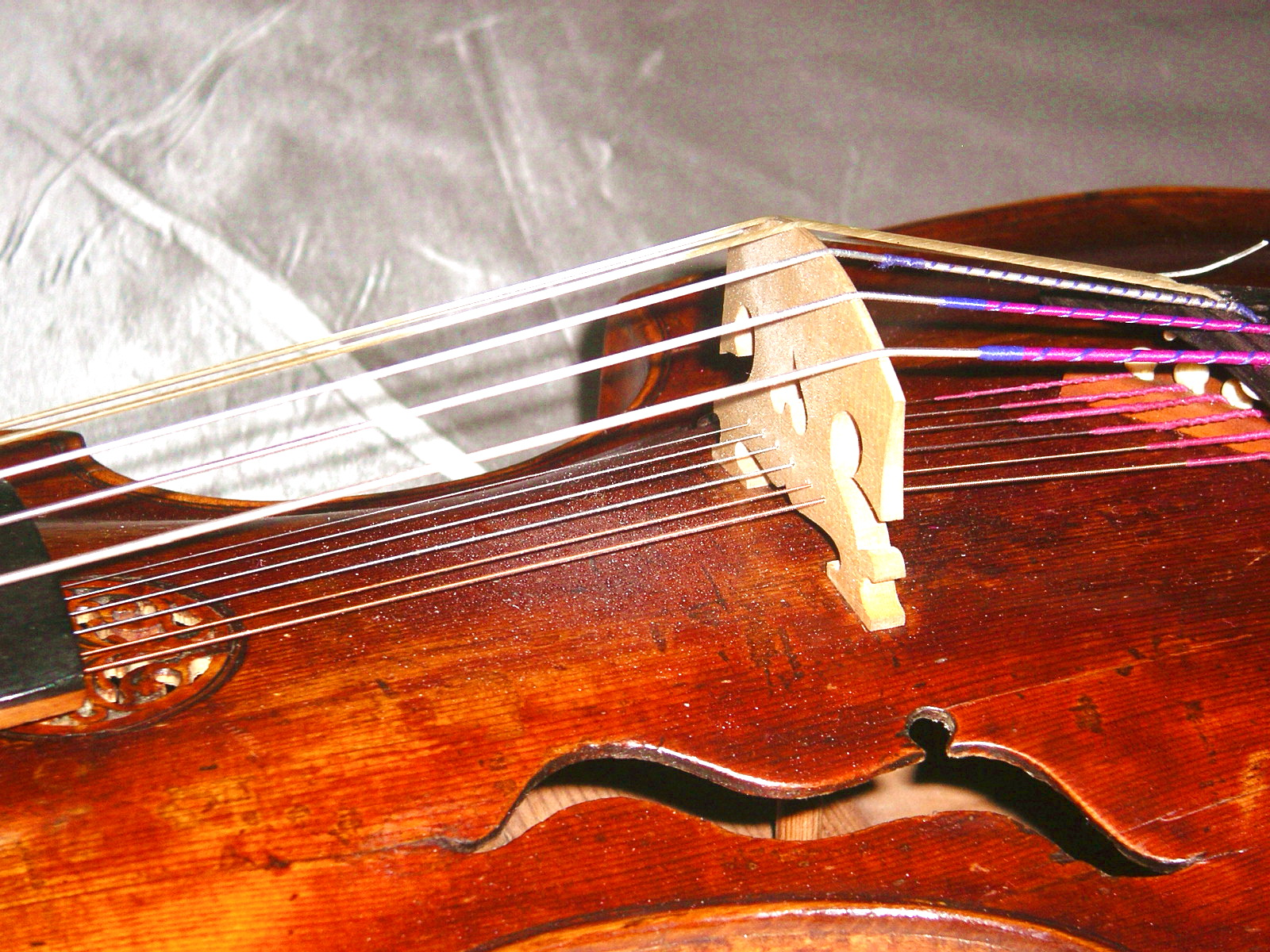
Il doppio ordine di corde di una viola d'amore

Il fenomeno della risonanza è sfruttato in maniera singolare in alcuni strumenti musicali a corda come la viola di bordone, il sitar e la viola d'amore. Questi strumenti hanno un doppio ordine di corde: il primo - quello direttamente suonato dall'esecutore - funge da sorgente sonora, il secondo ordine di corde vibra "per simpatia", entrando in risonanza a determinate frequenze.
Queste frequenze sono particolarmente efficaci quando sono all'unisono, all'ottava e alla quinta giusta);
ad esempio una corda che ha la sua fondamentale su un La (440 Hz) ecciterà la risonanza di una corda accordata su un Mi (330 Hz, quarta giusta più bassa rispetto al La) in quanto entrambe le corde hanno un ipertono in comune a 1320 Hz (che è la terza armonica del La e la quarta del Mi).
In taluni casi la risonanza per simpatia non avviene su un secondo ordine di corde apposito, ma sulle corde libere (ad esempio questo avviene nella chitarra battente, nel pianoforte o nell'arpa) oppure sulle corde accoppiate (come ad esempio nella chitarra a dodici corde dove le corde, risuonando in ottava, rinforzano la loro intensità a vicenda).

## Parcellizzazione del corpo sonoro
Sia le sorgenti sonore che i risuonatori vibrano ed emettono suoni a frequenze specifiche; queste frequenze sono determinate sia dal modo in cui è posto in vibrazione il corpo (ad esempio se una corda è pizzicata o strofinata con un archetto) sia dal fenomeno della parcellizzazione del corpo sonoro, cioè dal fatto che il corpo vibrante si scompone in un numero teoricamente infinito di sezioni, (che variano a seconda della geometria dello strumento) le quali vibrano contemporaneamente e separatamente, dando luogo ad un suono complesso composto da una frequenza fondamentale e dai suoi armonici superiori. Con una certa approssimazione si può affermare che questi sistemi vibranti sono composti da sovrapposizioni di moti armonici.
Il modo in cui questi armonici vengono generati e selezionati dipende principalmente dalla geometria del corpo sonoro.

### Corde vibranti

Parcellizzazione di una corda vibrante: i vari modi di vibrazione possibili corrispondono ai sottomultipli interi della distanza fra i due capi, le cui lunghezze determinano la frequenza dei suoni armonici corrispondenti

Le corde in tensione, che caratterizzano i cordofoni come ad esempio il pianoforte, il violino e la chitarra, quando pizzicate, percosse o strofinate fungono da mezzo di propagazione di onde stazionarie, che sono confinate fra due nodi (i capi a cui sono fissate) e la cui frequenza è correlata con la massa, la tensione e la lunghezza della corda.
La lunghezza d'onda fondamentale sarà due volte la lunghezza della corda, mentre gli armonici superiori saranno caratterizzati da lunghezze d'onda sottomultipli interi della lunghezza d'onda fondamentale.
Le corrispondenti frequenze (f) sono correlate alla velocità v dell'onda stazionaria:
{\displaystyle f={nv \over 2L}}
dove L è la lunghezza della corda ( 2L è dunque la lunghezza d'onda fondamentale ) ed n è un numero intero = 1, 2, 3... quando n = 1 la frequenza corrisponde alla frequenza di base - la fondamentale -, gli interi superiori corrispondono alle frequenze armoniche.
La velocità di un'onda attraverso una corda è correlata alla tensione T ed alla massa per unità di lunghezza ρ:
{\displaystyle v={\sqrt {T \over \rho }}}
Da cui si deduce che la frequenza è collegata alle proprietà della corda secondo la seguente equazione:
{\displaystyle f={n{\sqrt {T \over \rho }} \over 2L}={n{\sqrt {T \over m/L}} \over 2L}}
dove m la massa totale della corda.
In pratica: tanto più è alta la tensione della corda, o tanto più corta è la sua lunghezza, e maggiori saranno le frequenze di risonanza.
Quando una corda è messa in vibrazione mediante un impulso singolo (ad esempio il pizzico di un dito), essa comincia a vibrare in modo libero e caotico, ma immediatamente le complesse combinazioni di oscillazioni possibili si stabilizzano alle frequenze correlate con i sottomultipli interi della sua lunghezza, fino a quando il suono, per effetto degli attriti, non si smorza.
Se invece la corda viene eccitata in maniera continua per mezzo di un archetto, nel suo punto centrale si forma un antinodo (cioè un ventre, un punto in cui si ha massima oscillazione della corda), per cui vengono escluse le frequenze che avrebbero un nodo in quel punto (cioè quelle pari) e saranno presenti solo i suoni armonici di ordine dispari (corrispondenti ai sottomultipli L/1, L/3, L/5...). Questo meccanismo permette di regolare il timbro che una corda può emettere. Ad esempio, negli strumenti ad arco, se si vuole ottenere un suono morbido e rotondo si posiziona l'archetto a circa metà della lunghezza della corda ("alla tastiera") per eliminare gli armonici di ordine pari; se invece si vuole ottenere un suono penetrante e metallico, si posiziona l'archetto "al ponticello", verso la parte terminale della porzione vibrante della corda, in maniera da ottenere un suono con numerosi armonici. Similmente, nei pianoforti si fa in modo che il martelletto colpisca le corde a 1/7 o 1/9 della loro lunghezza, in modo da eliminare il 7° od il 9° armonico, che suonerebbero dissonanti.

### Colonne d'aria
Analogamente alle corde vibranti anche le cavità permettono la risonanza di differenti frequenze.
La risonanza della colonna d'aria che si ottiene all'interno di una cavità è correlata con la sua forma geometrica (la lunghezza e forma del tubo) e con il fatto che abbia estremità aperte o chiuse.
Per convenzione si definiscono tubi aperti cilindri che sono aperti ad entrambe le estremità; un cilindro chiuso da un lato ed aperto dall'altro è definito tubo chiuso.
Gli strumenti a fiato possono essere considerati, in prima approssimazione, come delle cavità risonanti; ad esempio il flauto traverso si comporta analogamente ad un tubo cilindrico aperto, i clarinetti e gli ottoni si comportano come tubi chiusi, i sassofoni e gli oboi come cavità coniche chiuse.
Tubi aperti

Prime tre possibili risonanze all'interno di un tubo cilindrico aperto. L'asse orizzontale [ non ci sono assi orizzontali nell'immagine] rappresenta la differenza di pressione tra l'interno e l'esterno (ΔP)

Un tubo cilindrico aperto ha necessariamente dei nodi di pressione alle due estremità, in quanto in quei punti la differenza di pressione tra l'interno e l'esterno del tubo, causata dalla sorgente vibrante (ad esempio il fiato di un flautista), deve necessariamente annullarsi. Se invece consideriamo le variazioni del flusso d'aria si hanno dei ventri alle due estremità del tubo aperto, cioè dei punti in cui l'impulso sonoro è massimo.
Quando un impulso di aria viene spinto da un estremo all'altro del tubo (come per esempio dal fischietto di un flauto dolce con tutti i fori chiusi), questo impulso d'aria raggiunge la fine del tubo e la sua inerzia lo fa proseguire leggermente, disperdendosi poi in tutte le direzioni. Questo fa sì che la sua pressione, in precedenza più alta, diminuisca per porsi in equilibrio con quella atmosferica esterna. Tuttavia l'inerzia fa in modo che all'interno del tubo si generi una depressione che viaggia a ritroso verso la prima apertura. Se l'impulso iniziale viene ripetuto (ad esempio dal soffiare continuo nel fischietto) si crea una risonanza che amplifica e alimenta queste onde di pressione.
Il risultato è un impulso che viaggia all'interno di un tubo viene riflesso con una inversione di fase di 180° ad ogni apertura (nei tubi aperti dunque questo avviene a entrambi gli estremi, nei tubi chiusi ad un solo estremo).
Tubi cilindrici aperti hanno quindi frequenze di risonanza definite dalla seguente relazione, analoga alla serie armonica delle corde vibranti:
{\displaystyle f={nv \over 2L}}
dove n è un numero intero positivo (1, 2, 3...), L è la lunghezza del tubo e v è la velocità del suono nell'aria (approssimativamente uguale a 343 metri al secondo).
Se consideriamo l'inerzia, questa fa in modo che il punto di riflessione non sia esattamente all'apertura del tubo, ma leggermente oltre
A seguito di ciò la formula può essere corretta come segue:
{\displaystyle f={nv \over 2(L+0.6d)}}
dove d è il diametro del tubo.
Tubi chiusi

Le prime tre risonanze di un tubo chiuso. L'asse orizzontale è il gradiente di pressione

In un tubo cilindrico chiuso, quando un impulso sonoro viaggia dall'estremo aperto, questo incontrerà il fondo chiuso e sarà riflesso. In questo punto però non ci sarà inversione di pressione e dunque vi sarà un antinodo; solo quando l'impulso sarà ritornato alla prima apertura vi sarà l'inversione. In pratica si avrà una inversione ogni due riflessioni, di conseguenza, a parità di lunghezza del tubo, si avrà una lunghezza d'onda doppia dell'armonico fondamentale, e si avrà risonanza a frequenza dimezzata (dunque una ottava più bassa e con armonici di ordine dispari).
Per questo la formula degli armonici di un tubo chiuso diventa:
{\displaystyle f={nv \over 4L}}
dove n è un numero dispari (1, 3, 5...).
L'equazione corretta per l'inerzia diventa:
{\displaystyle f={nv \over 4(L+0.4d)}}.
Coni
Un tubo conico aperto (cioè un tronco di cono aperto ad entrambe le estremità) si comporta - approssimativamente - in maniera simile ad un tubo cilindrico aperto.
Un cono od un tronco di cono chiusi da un lato invece hanno un comportamento leggermente più complesso, espresso dalla seguente relazione:
{\displaystyle kL=n\pi -\tan ^{-1}kx}
dove k è il numero d'onda {\displaystyle k=2\pi f/v}
e x è la distanza tra la base più piccola del cono e l'ipotetico vertice.
Quando x è piccolo significa che il cono è quasi intero, e l'equazione diventa:
{\displaystyle k(L+x)\approx n\pi }
con frequenze di risonanza simili a quelle di un tubo cilindrico aperto, la cui lunghezza è L+x.
In altre parole un cono completo chiuso si comporta come un tubo aperto della stessa lunghezza.
Parallelepipedi
Un parallelepipedo (un risuonatore a forma di scatola rettangolare) esprime delle frequenze di risonanza che soddisfano la seguente relazione:
{\displaystyle f={v \over 2}{\sqrt {\left({\ell  \over L_{x}}\right)^{2}+\left({m \over L_{y}}\right)^{2}+\left({n \over L_{z}}\right)^{2}}}}
cove v è la velocità del suono, Lx, Ly e Lz sono i lati della scatola ed infine l, n ed m sono numeri interi non negativi (ma che non possono essere nulli contemporaneamente).
Cavità sferiche

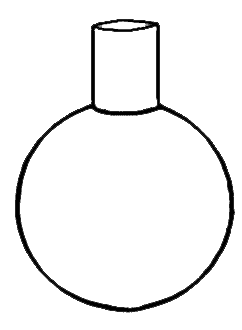
Rappresentazione geometrica di un risuonatore di Helmholtz

Nel caso di risuonatori di forma sferica l'esempio classico è quello del risuonatore di Helmholtz, che può essere semplificato come una sfera con un collo cilindrico aperto.
La relazione fra le varie dimensioni di questo risuonatore è:
{\displaystyle D={\sqrt[{3}]{\frac {3d^{2}v^{2}}{8Lf^{2}\pi ^{2}}}}}
dove D è il diametro della sfera, d è il diametro del foro, v è la velocità del suono, L è l'altezza del collo ed f è la frequenza.
Rielaborando la formula si ottiene:
{\displaystyle f={\frac {v}{2\pi }}{\sqrt {\frac {A}{VL}}}}
dove v è la velocità del suono nell'aria o nel mezzo di propagazione, f è la frequenza di risonanza, A è l'area della sezione trasversale del collo, L è la lunghezza del collo, V è il volume della cavità.
Tale risonanza è quella che si ottiene soffiando trasversalmente sul collo di una bottiglia.
La relazione tra il diametro di una sfera con un foro circolare (senza collo) e la frequenza di risonanza è:
{\displaystyle D=17.87{\sqrt[{3}]{\frac {d}{f^{2}}}}}
dove D è il diametro della sfera (in metri), d il diametro del foro (in metri) ed f è la frequenza.